# 博尼纳尔
博尼纳尔（葡萄牙語：Boninal）是巴西巴伊亚州的一个市镇。总面积847.905平方公里，总人口13234人，人口密度15.6人/平方公里。